# Jugoslovanska hokejska liga 1984/85
Sezona 1984/85 jugoslovanske hokejske lige je bila dvainštirideseta sezona jugoslovanskega prvenstva v hokeju na ledu. Naslov jugoslovanskega prvaka so enaindvajsetič osvojili hokejisti slovenskega kluba HK Jesenice. 

## Redni del
| Mesto | Klub                  | OT | DG  | PG  | Točke |
| ----- | --------------------- | -- | --- | --- | ----- |
| 1.    | HK Crvena Zvezda      | 14 | 120 | 37  | 27    |
| 2.    | HK Jesenice           | 14 | 109 | 36  | 24    |
| 3.    | Kompas Olimpija       | 14 | 99  | 42  | 20    |
| 4.    | HK Kranjska Gora      | 14 | 57  | 74  | 14    |
|       |                       |    |     |     |       |
| 5.    | HK Partizan Beograd   | 14 | 57  | 88  | 12    |
| 6.    | HK Vojvodina Novi Sad | 14 | 57  | 75  | 10    |
| 7.    | HK Cinkarna Celje     | 14 | 41  | 90  | 4     |
| 8.    | KHL Medveščak         | 14 | 33  | 123 | 1     |

## Skupina za 1. do 4. mesto
| Mesto | Klub             | OT | DG | PG  | Točke |
| ----- | ---------------- | -- | -- | --- | ----- |
| 1.    | HK Jesenice      | 12 | 82 | 36  | 21    |
| 2.    | HK Crvena Zvezda | 12 | 83 | 64  | 19    |
| 3.    | Kompas Olimpija  | 12 | 70 | 65  | 13    |
| 4.    | HK Kranjska Gora | 12 | 49 | 119 | 5     |

## Skupina za 5. do 8. mesto
| Mesto | Klub                  | OT | DG | PG | Točke |
| ----- | --------------------- | -- | -- | -- | ----- |
| 5.    | HK Vojvodina Novi Sad | 6  | 33 | 31 | 11    |
| 6     | HK Partizan Beograd   | 6  | 35 | 33 | 9     |
| 7     | HK Cinkarna Celje     | 6  | 29 | 27 | 6     |
| 8     | KHL Medveščak         | 6  | 21 | 27 | 6     |

## Končnica

### Finale
Igralo se je na tri zmage po sistemu 1-1-1-1-1, * - po kazenskih strelih.
|  | HK Acroni Jesenice | 9:6 | HK Crvena Zvezda | Dvorana Podmežakla, Jesenice |

| Poročilo tekme | Poročilo tekme | Poročilo tekme | Poročilo tekme | Poročilo tekme |
| -------------- | -------------- | -------------- | -------------- | -------------- |
|                |                |                |                |                |

|  | HK Crvena Zvezda | 2:9 | HK Acroni Jesenice | Ledena dvorana Pionir, Beograd |

| Poročilo tekme | Poročilo tekme | Poročilo tekme | Poročilo tekme | Poročilo tekme |
| -------------- | -------------- | -------------- | -------------- | -------------- |
|                |                |                |                |                |

|  | HK Acroni Jesenice | 8:5 | HK Crvena Zvezda | Dvorana Podmežakla, Jesenice |

| Poročilo tekme | Poročilo tekme | Poročilo tekme | Poročilo tekme | Poročilo tekme |
| -------------- | -------------- | -------------- | -------------- | -------------- |
|                |                |                |                |                |

## Končni vrstni red
1. HK Jesenice
2. HK Crvena Zvezda
3. Kompas Olimpija
4. HK Kranjska Gora
5. HK Vojvodina Novi Sad
6. HK Partizan Beograd
7. HK Cinkarna Celje
8. KHL Medveščak

- HK Cinkarna Celje in KHL Medveščak sta izpadla iz prve lige.
- V prvo ligo sta se uvrstila HK Avtoprevoz Maribor in HK Bosna Sarajevo.